# Алхимик, открывающий фосфор
«Алхимик, открывающий фосфор» (англ. The Alchemist Discovering Phosphorus) — картина английского художника Джозефа Райта, написанная в 1771 году и переработанная в 1795 году. Полное название картины — «Алхимик в поисках философского камня, обнаруживает фосфор и молится за успешное завершение его действий, согласно обычаю древних химических астрологов». Было высказано предположение, что «Алхимик» описывает открытие фосфора алхимиком из Гамбурга Хеннигом Брандом в 1669 году. Эта история была широко известна и часто упоминалась в научно-популярных книгах o химии, опубликованных при жизни художника.

## Описание
На картине показан алхимик, пытающийся получить философский камень, который якобы может превратить обычные металлы в золото, но вместо этого, к своему изумлению, открывает фосфор. Однако Райт не изобразил алхимика XVII века, а придал более романтический вид комнате, добавив средневековые готические арки и высокие, заострённые окна, как будто алхимик находится в церкви. Художник также облагородил процесс получения фосфора, который заключается в упаривании мочи. Описание производства фосфора 1730 года упоминало о необходимости 50 или 60 ведер гнилой мочи, в которой «завелись черви».

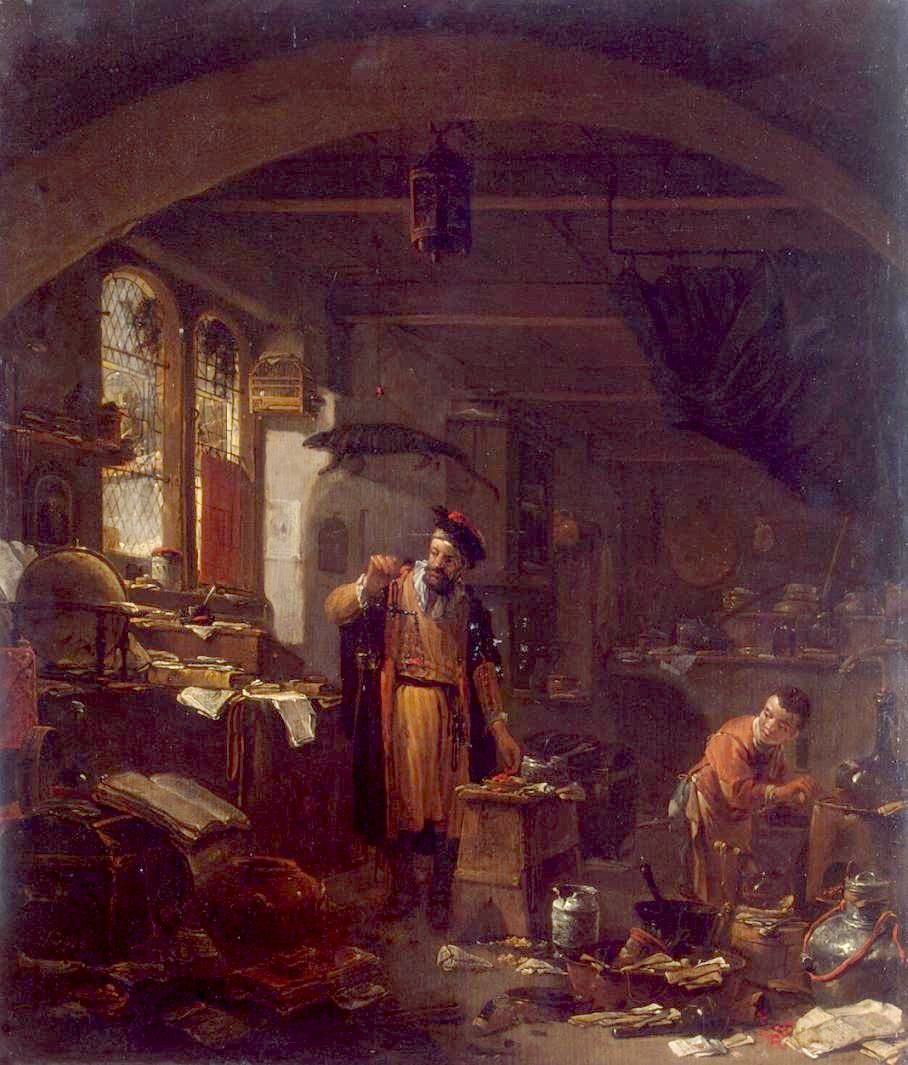
Алхимик кисти Томаса Вейка

Райт здесь использует религиозные аллюзии. Алхимик стоит на коленях перед блестящими сосудом, вытянув руки в жесте, который использовал Эль Греко в картине «Святой Франциск, получающий стигмату» или в картине «Молящийся Святой Иероним». Николсон сравнивает эту позу с позой апостолов, получающих причастие. Он считает, что композиция картины, возможно, была позаимствована из картины об алхимике голландского художника Томаса Вейка, на которой также изображены аналогичные своды, расположенные в беспорядке предметы и помощник в столбе света. Эта картина XVII века выставлялась в Лондоне при жизни Райта. Однако по наброску друга Райта, Питера Бердетта, видно его значительное влияние на композицию картины. Эскиз Бердета от 4 февраля 1771 года содержит и своды, и композицию картины с фокусом на стеклянном сосуде. Именно Бердет определил, где необходимо разместить фигуры на картине, и познакомил Райта с Мэтью Тёрнером, чтобы Райт смог понять основу эксперимента, изображённого на картине.

### История
С момента первого показа (1771) картина вызвала много противоречивых интерпретаций. Её тайна, очевидно, тревожила зрителей XVIII века, и хотя Райт был международно признанным художником, картина не была продана. Райт, взяв картину в своё итальянское путешествие в 1773—1775 годах, привёз её  обратно в Англию и переписал в 1795 году. Картина была продана только через четыре года после смерти художника на аукционе «Кристис» среди других вещей художника.